# Остання жертва
«Оста́ння же́ртва» (рос. «Последняя жертва») — радянський художній фільм за однойменною п'єсою російського письменника Олександра Островського.

## Сюжет
Для багатої купецької вдови Юлії Павлівни Тугіної, що живе тихо і самотньо, єдиною радістю і сенсом життя стає кохання до збіднілого красеня-дворянина Вадима Дульчина. Але її коханець, не здатний до серйозних почуттів, схильний до розкішного життя й азартних ігор, поступово приводить її на межу розорення. У ситуацію втручається друг покійного чоловіка Тугіної, купець-мільйонер Флор Федулич Прибитков, шлюб з яким стає єдиним виходом для Юлії Павлівни, яка зрозуміла, що Дульчин ніколи її не кохав.

## У ролях
- Маргарита Володіна —  Юлія Павлівна Тугіна
- Олег Стриженов —  Вадим Григорович Дульчин
- Михайло Глузський —  Флор Федулич Прибитков
- Леонід Куравльов —  Лавр Міронич
- Ольга Науменко —  Ірина Лаврівна Прибиткова
- Володимир Кенігсон —  Салай Салтанич
- Валерій Філатов —  Лука Герасимович Дергачов
- Марія Виноградова —  Міхеївна
- Павло Винник —  Кисловський
- Ліонелла Пир'єва —  графиня Круглая
- Роман Хомятов —  Олексій Дмитрович Мирович
- Ольга Гобзєва —  модистка-француженка
- Петро Аржанов —  князь Бартем'єв
- Лідія Савченко —  Півокурова
- Сергій Курилов —  керуючий банком
- Віктор Проскурін —  гусар
- Валентина Ананьїна —  купчиха
- Георгій Тусузов —  лихвар
- Клара Бєлова —  служниця
- Леонід Іудов —  двірник
- Анатолій Обухов —  петербурзький гурман
- Чеслав Сушкевич —  старий генерал

## Знімальна група
- Автори сценарію:  Володимир Зуєв,  Петро Тодоровський
- Режисер: Петро Тодоровський
- Оператор:  Леонід Калашников
- Художник: Геннадій М'ясников
- Композитор:  Ісаак Шварц